# Malthodes lucernensis
Malthodes lucernensis es una especie de coleóptero de la familia Cantharidae.

## Distribución geográfica
Habita en Suiza.